# Критобул (врач)
Критобул (др.-греч. Κριτόβουλος) — древнегреческий врач IV века до н. э. Согласно античным источникам, спас раненого во время осады Мефоны 355—354 годов до н. э. Филиппа II и раненого после штурма города маллов в 325 году до н. э. Александра Македонского.

## Биография
Критобул был врачом родом с Коса, острова на востоке Эгейского моря.
Первое упоминание Критобула связано с событиями 355—354 годов до н. э. Во время осады Мефоны македонскому царю Филиппу II в правый глаз попала стрела. По словам Плиния, Критобул смог ее извлечь так, что хотя сам глаз спасти не удалось, но лицо царя не было обезображено, что принесло Критобулу большую известность.
Критобул, сын Платона, из Коса, упомянут Аррианом среди других триерархов флота Александра Македонского на Гидаспе в 326 году до н. э. во время Индийского похода. В. Хеккель отмечал, что триерарх не обязательно был капитаном корабля. В его задачу входила оплата строительства триремы. Соответственно, по мнению историка, Критобул-врач и Критобул-триерах были не тёзками, а одним и тем же человеком.
Во время сражения за город маллов в 325 году до н. э. Александр Македонский получил тяжелое ранение в грудь выпущенной защитниками города стрелой, которая пробила насквозь доспехи царя. По свидетельству Курция Руфа, так как у стрелы были зубцы на острие, удаление её из тела могло вызвать дополнительные повреждения внутренних органов и сопроводиться большим кровотечением. «Обладавший выдающимся искусством врача» Критобул избегал даже прикосновения к ране, опасаясь последствий в случае неудачного исхода медицинского вмешательства. Александр, заметив смятенное состояние врача, призвал ничего не бояться. После этого Критобул предложил царю позволить связать его, так как даже незначительное телодвижение во время проведения операции могло усугубить положение. Но Александр отказался от этого и все время пролежал совершенно неподвижно. После извлечения стрелы наступило сильное кровотечение, которое прекратилось только через некоторое время. Но уже через несколько дней Александр смог подняться на ноги. Арриан же сообщил, что стрелу достал из тела, по одним сведениям, врач Критодем из Коса, а по другим — Пердикка, так как докторов в этот момент рядом не оказалось. В. Хеккель отмечал, что большой промежуток времени в несколько десятилетий между осадой Мефоны Филиппом II и Индийским походом Александра не является аргументом, который не позволяет отождествить врача при дворе обоих македонских царей. В войске Александра служило много ветеранов походов Филиппа II. Часть придворного окружения, среди которых мог быть и врач Критобул, Александр унаследовал от отца.

## В художественной литературе
Критобул является одним из персонажей книги Анатолия Ильяхова «Уроки Аристотеля».